# Synallaxis frontalis

## Introdução
Synallaxis frontalis, popularmente conhecidas como petrim, roraima e pijui comum, são aves vastamente encontradas pela América do Sul - habitam bordas de florestas tropicais, bem como biomas conturbados, como Cerrado. Ocorre desde o nordeste brasileiro até a porção norte da Argentina. 
Pertencente ao grupo de aves gritadoras (grupo Tyranni), são facilmente reconhecidas em campo por seu canto duplo; ademais, apresentam pequeno porte, plumagens ao longo do corpo indo de marrom e ruivo escuros até tons esbranquiçados. 
Esta espécie não é enquadrada em nenhum grau de ameaça pela IUCN (do inglês International Union for the Conservation of Nature).

## Descrição
Animais pequenos, apresentando entre 14 e 16 centímetros de comprimento e pesando em torno de 14g (chegando a 17g). 
Apresentam rosto cinza-acastanhado, um queixo esbranquiçado que se mistura com a garganta cinza-claro. Há, em sua garganta, uma mancha escura em forma de meia lua. Sua testa e coroa anterior apresentam cor marrom-escuro, enquanto pescoço e coroa posteriores são de um ruivo escuro. Enquanto jovens, a coroa não apresenta distinção de cor.
Suas penas coberteiras são de cor ruivo-escuro e suas régimes, pouco pontiagudas, apresentam cor clara e pontas escurecidas. 
Suas porções infra-caudais, seus flancos  e seu ventre são de um cinza claro - sendo esta última parte, mais esbranquiçada na sua porção central. 
Sua cauda é longa e graduada, com retrizes pontiagudas de cor ruivo escuro.

## Hábitos
Esta espécie vive em casal no meio de arbustos, geralmente se mantendo a distâncias próximas do solo. Seus hábitos de forrageio também seguem este mesmo padrão, portanto, se alimentam de pequenos artrópodes, ou suas larvas, que podem ser encontrados no solo ou em vegetação de baixo porte. Os artrópodes incluem mais especificamente insetos, aranhas e opiliões; e, por vezes, também se alimentam de moluscos. 
Como estão sempre em pares, é presumido que sejam monogâmicos, e seu período reprodutivo ocorre entre a primavera e o verão. Eles constroem ninhos feitos de galhos, por vezes espinhosos, com uma entrada tubular e revestimento interno de folhas mortas, líquen, musgo, galhos e penas. O comprimento do ninho pode variar entre 20cm e 40cm, a largura tem uma média de 20cm e a altura pode chegar até 30cm. São postos de 3 a 4 ovos por vez e o período de incubação dura 15 ou 16 dias. 
O Synallaxis frontalis é uma ave muito vocal, especialmente pela manhã, e seu canto consiste em duas notas, sendo a segunda mais aguda. 

## Distribuição Geográfica
Ocorre exclusivamente em países da América do Sul: Brasil, leste da Bolívia, norte da Argentina, Paraguai (exceto sudeste) e Uruguai. 
No Brasil, o Synallaxis frontalis já foi registrado em quase todos os estados, exceto no oeste da região Norte, nos estados do Acre, Amazonas, Roraima e Amapá.